# Gypaetus barbatus
L'avvoltoio barbuto (Gypaetus barbatus)  è un uccello rapace della famiglia Accipitridae, unica specie del genere Gypaetus Storr, 1784. Comunemente noto come gipeto o avvoltoio degli agnelli, è l'avvoltoio di maggiori dimensioni tra quelli nidificanti in Europa.
Tipicamente stanziale, nidifica sui dirupi in alta montagna nell'Europa meridionale, in Africa, in India ed in Tibet, deponendo una o due uova. È stato reintrodotto con successo sulle Alpi, ma continua ad essere uno dei più rari avvoltoi d'Europa.
Come altri avvoltoi è un necrofago, cioè si nutre principalmente di carcasse di animali morti, ed ha una dieta estremamente specializzata, nutrendosi in particolare delle ossa e del midollo osseo. Un comportamento tipico è quello di lasciar cadere le ossa di carcasse da grandi altezze, per frantumarle e quindi nutrirsene.

## Descrizione
La struttura morfo-funzionale lo rende una specie molto caratteristica: pur essendo inserito nel gruppo degli avvoltoi, mostra caratteri tipici dei rapaci predatori che lo discostano dagli altri rappresentanti del gruppo a cui appartiene, avvicinandolo soltanto al Capovaccaio (Neophron percnopterus). Differisce, ad esempio, dagli altri avvoltoi per i suoi artigli, ancora adatti al trasporto della preda (come i rapaci) e non specializzati per la necrofagia, come ad esempio quelli del Grifone (Gyps fulvus).
Lo studio delle specie estinte e di quella attuale rivela comunque una progressiva evoluzione verso la necrofagia con perdita delle capacità predatorie e modificazione della struttura del becco (non più adatto a strappare la carne) e delle zampe (non più utilizzabili a scopo offensivo).
Come il nome stesso suggerisce (dal greco gyps = avvoltoio e aetos = aquila), il gipeto è collocabile, da un punto di vista morfologico, in una posizione intermedia fra l'aquila e l'avvoltoio. La specie ha, infatti, il corpo più snello e le ali più strette rispetto agli avvoltoi, con piume timoniere e remiganti più lunghe. Osservandolo in volo presenta una silhouette più simile a quella di un grosso falcone che a quella di un avvoltoio.

### Dimensioni
L'adulto può raggiungere una lunghezza di 110-115 cm (la sola coda, a forma di cuneo, misura 42–44 cm), con un'apertura alare di 266–282 cm e con un peso di 5–7 kg.
Tali dimensioni possono essere tranquillamente estese ad entrambi i sessi, in quanto la femmina è in genere appena più grande del maschio, ma la differenza non risulta apprezzabile in natura così come, del resto, non vi è diversità negli abiti stagionali e sessuali. Per tale motivo il sesso viene determinato tramite l'analisi del DNA.

### Piumaggio

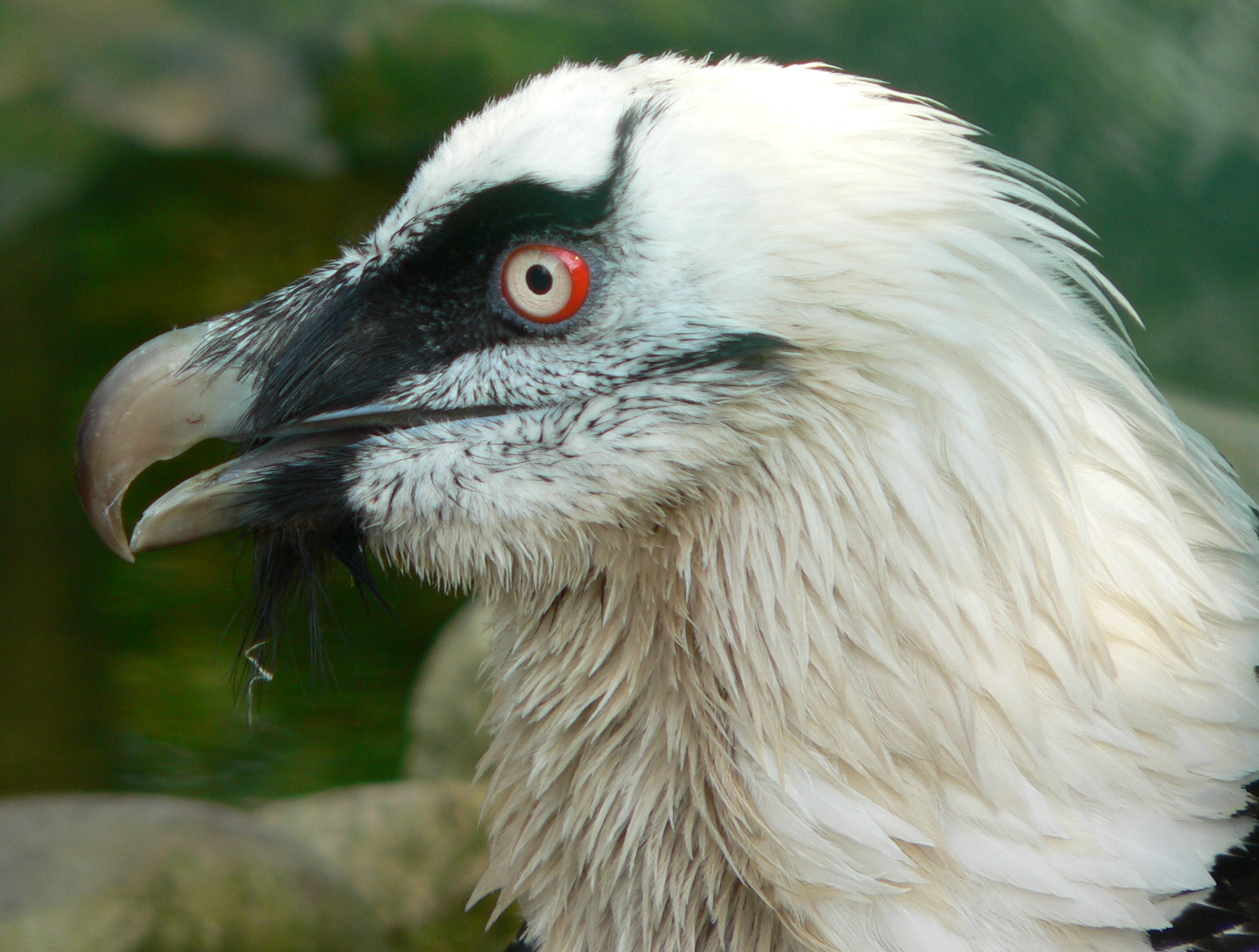
Dettaglio del capo del gipeto

Nell'adulto il colore del piumaggio presenta un netto contrasto tra le parti ventrali e la testa, chiare, e le parti dorsali e le ali, scure.
Le penne timoniere e le penne copritrici delle ali e del dorso, pur essendo di colore grigio scuro, sono dotate di un rachide biancastro che produce delle sfumature chiare.
Sul capo, costantemente bianco, spiccano i ciuffi di vibrisse nere che circondano l'occhio e scendono fin sotto il becco a formare una specie di "barba" (da cui probabilmente deriva il nome "barbatus" della specie).
L'iride è gialla ed è circondata da un anello perioculare membranoso di colore rosso che diventa particolarmente evidente nei momenti di eccitazione.
Una caratteristica particolare del piumaggio dell'adulto è il colore ruggine del petto e del ventre, che non è di origine biologica, ma assunto dall'ambiente esterno.
Sulle cause di tale colorazione sono state formulate diverse ipotesi, la più accreditata delle quali la attribuisce al contatto degli uccelli con minerali contenenti sali di ferro. È stato osservato che il gipeto adulto è attratto dagli accumuli di terra o sabbia umida rossastra, nei quali compie tipici "bagni" cospargendo le parti ventrali del proprio piumaggio con tali sostanze: la pigmentazione verrebbe ottenuta grazie a questo comportamento, il cui significato è ancora ignoto.
I giovani hanno un piumaggio completamente scuro, tranne le penne del dorso che possono presentare apici biancastri di varia estensione. Essi assumono l'abito adulto verso i 6–7 anni di età, quando raggiungono anche la maturità sessuale, dopo aver attraversato una serie di più fasi con colorazioni intermedie.

## Biologia

### Riproduzione
Il gipeto è piuttosto longevo (20–25 anni in natura, fino a 48 in cattività) ed è caratterizzato da un ciclo riproduttivo lungo. La riproduzione occupa, infatti, la maggior parte dell'anno, dall'autunno, con la preparazione del nido, fino all'abbandono del territorio da parte dei giovani quando gli adulti iniziano le parate nuziali per un nuovo ciclo.
Ogni coppia è monogama ed occupa un territorio che può raggiungere anche i 300 km2 di estensione. Al suo interno possono essere presenti uno o più nidi, utilizzati alternativamente; la rotazione avviene probabilmente per evitare che un eventuale danno al nido (occupazione, crollo) comporti una mancata riproduzione della coppia.
In autunno, dopo le parate nuziali, la coppia inizia a frequentare il nido, solitamente costruito con rami secchi e lana, in ampie cavità o su cenge lungo pareti rocciose. La deposizione avviene fra gennaio e febbraio, e ogni coppia depone solitamente due uova (tondeggianti, di color crema, con macchie e punteggiature) a 4–7 giorni di distanza l'una dall'altra.

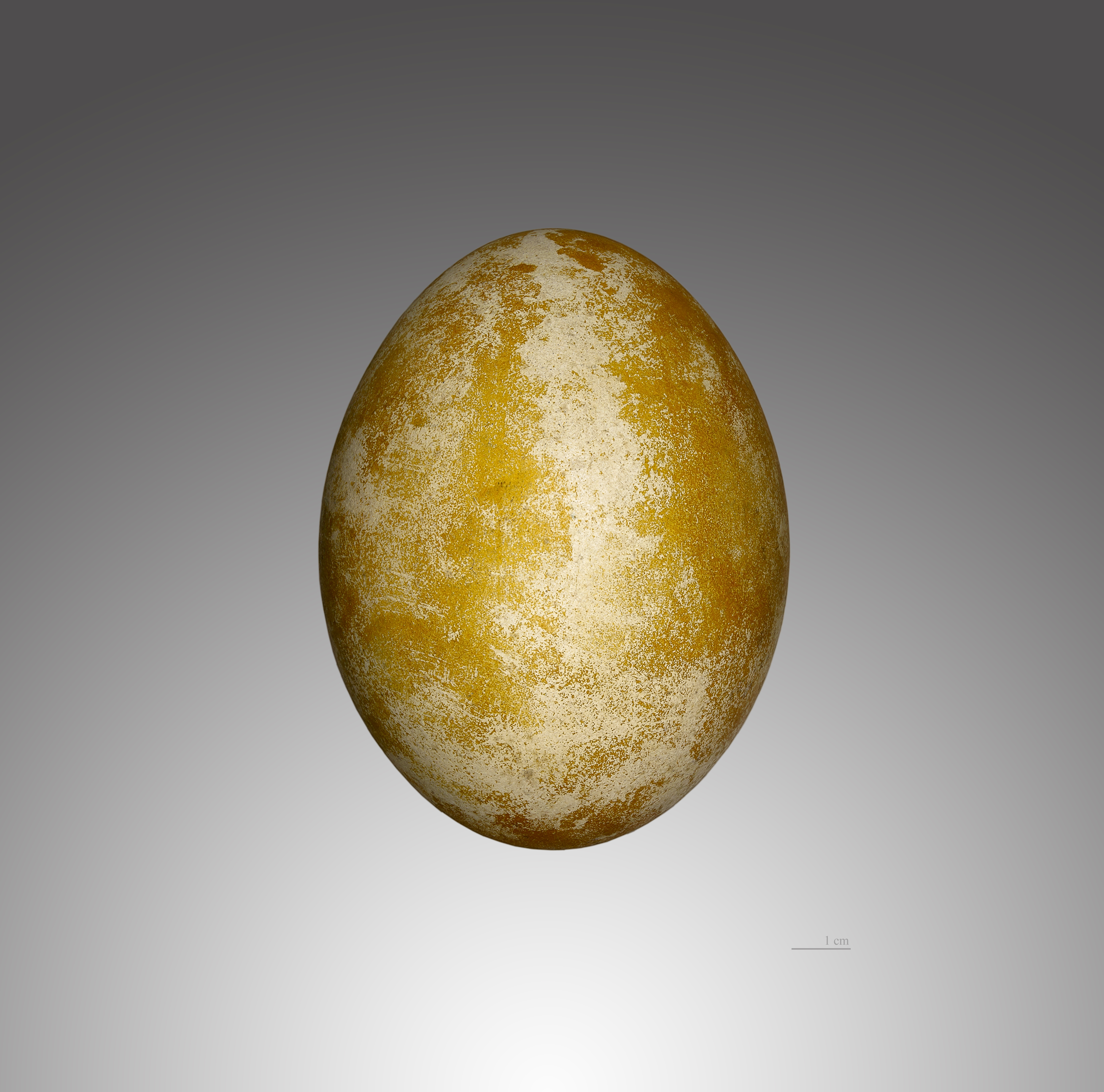
Gypaetus barbatus aureus
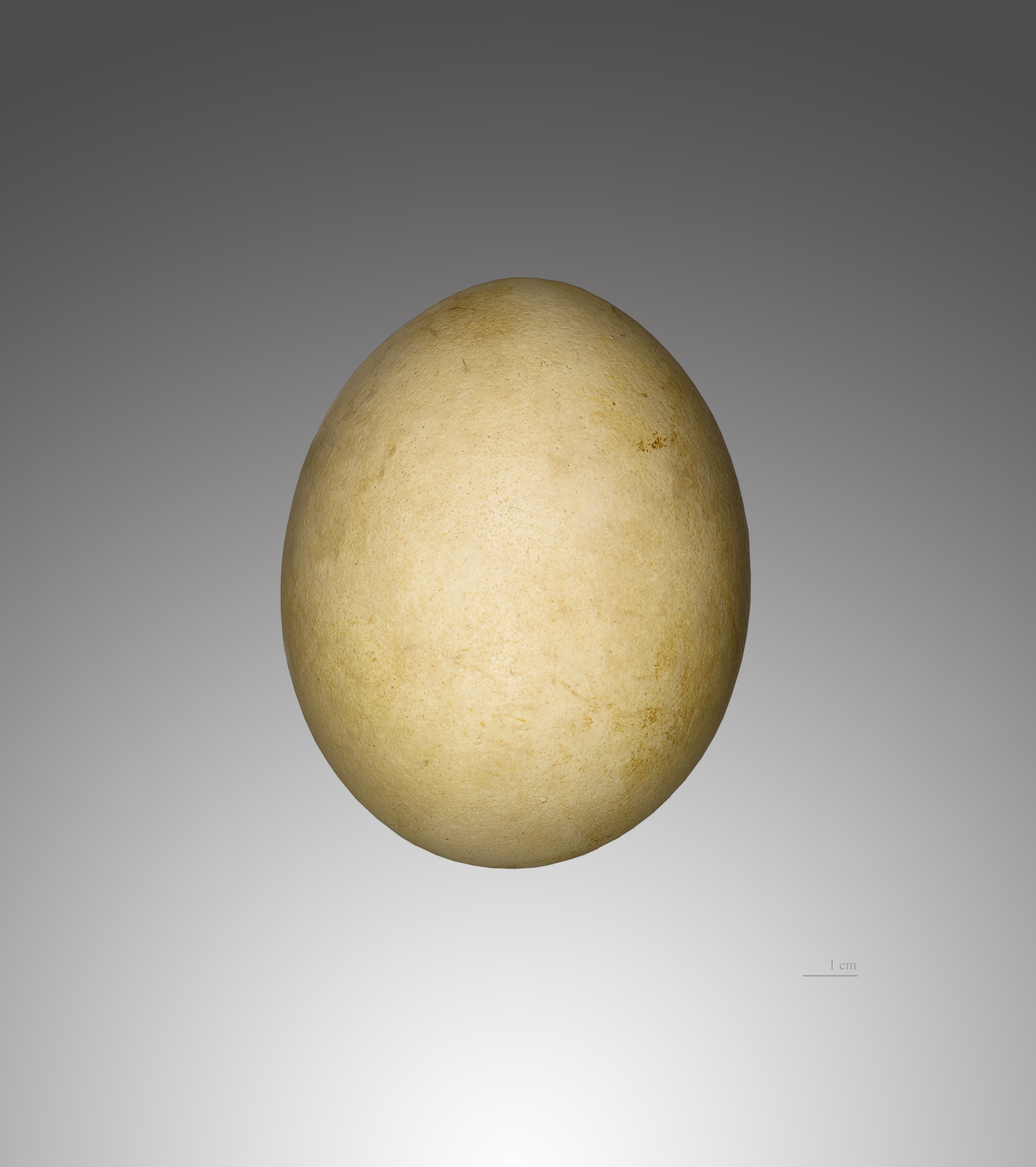
Gypaetus barbatus hemachalanus

La cova, che dura 55–60 giorni, inizia subito dopo la deposizione del primo uovo ed è effettuata per la maggior parte del tempo dalla femmina, anche se spesso il maschio le dà il cambio restando sul nido per 2–3 ore al giorno.
La schiusa avviene in marzo, periodo in cui si ha solitamente un'abbondante disponibilità di cibo. Con lo scioglimento delle nevi, infatti, vengono alla luce le carcasse degli ungulati selvatici morti durante il periodo invernale.
Nei piccoli, subito dopo la schiusa, si manifesta un comportamento particolare: il cosiddetto "cainismo". Si tratta, in pratica, di un fenomeno di dominanza del primo nato sul fratello più giovane; sovente il secondo nato non riesce ad ottenere cibo e muore per stenti entro 24 – 26 ore dalla schiusa. In osservazioni effettuate in Sudafrica, è stato notato che il primo nato, anche se apparentemente sazio, continua a prendere il cibo portato dai genitori, impedendo così al fratello di alimentarsi; solo in pochi casi è stato, però, osservato un vero e proprio comportamento aggressivo come quello che si riscontra nelle aquile.
Non sembra che questo comportamento sia determinato dalla scarsità di cibo (anzi, più i piccoli sono sazi più sono aggressivi), ma è innato e si manifesta in tutte le nidiate. Si pensa che il secondo nato abbia semplicemente la funzione di riserva trofica nel caso in cui il fratello non abbia un normale sviluppo. Il fenomeno del cainismo è comune tra i rapaci ma si riscontra con questa modalità solamente in poche altre specie, come ad esempio l'Aquila reale (Aquila chrysaetos) e l'Aquila anatraia minore (Aquila pomarina).

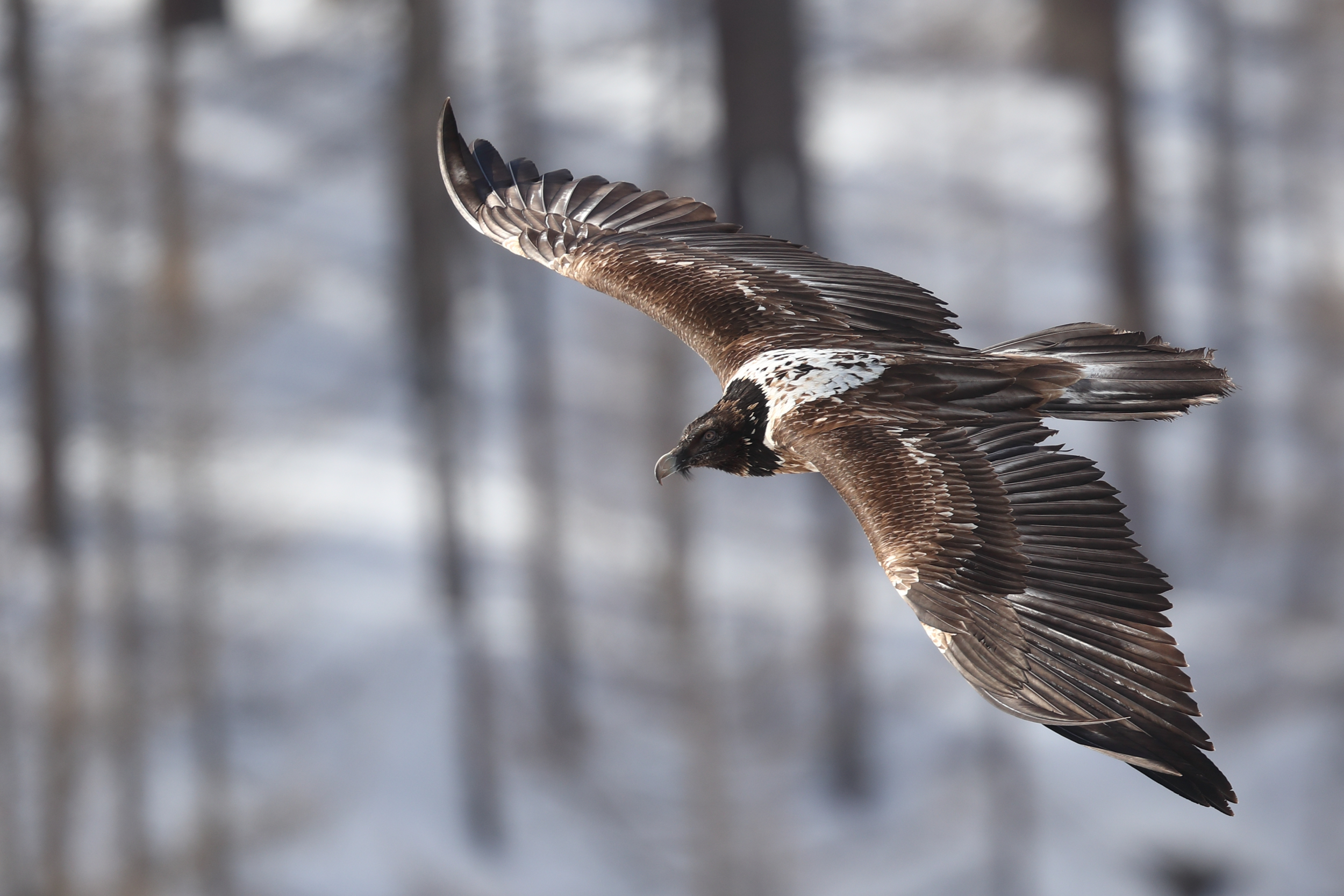
Un giovane gipeto in volo nel Parco Nazionale del Gran Paradiso.

Dopo la schiusa i genitori rimangono al nido, alternandosi nella ricerca del cibo che viene portato ai piccoli con gli artigli. All'inizio i pulcini si cibano esclusivamente di carne e solo dopo 7-8 giorni ingeriscono le prime piccole ossa. La permanenza degli adulti al nido diminuisce col passare del tempo.
Dopo l'involo i giovani rimangono per circa due settimane in una zona circostante il nido. Dopo un mese sono già in grado di compiere lunghi spostamenti e accompagnano in volo i genitori. Sul periodo di tempo necessario ai giovani per raggiungere la completa indipendenza vi sono opinioni diverse: Cramp e Simmons (1980) parlano di alcuni mesi mentre Brown (1990) definisce questo periodo in 5 mesi (in Sudafrica). È stato comunque dimostrato che tale periodo non è determinante ai fini della sopravvivenza dei giovani; infatti, anche in assenza dei genitori, essi si dimostrano in grado di procurarsi il cibo autonomamente.

### Alimentazione
Il gipeto si ciba quasi esclusivamente di carcasse animali, di cui utilizza in particolare le ossa (circa il 90% della dieta).
L'ampia apertura della bocca, la parete dell'esofago indurita da cheratina e l'assenza di gozzo, permettono all'animale di inghiottire ossa anche di 20–30 cm di lunghezza. Il gipeto è inoltre dotato di succhi gastrici altamente acidi, in grado di sciogliere i sali minerali contenuti nelle ossa.
Molte altre specie di rapaci, che non presentano questa caratteristica, sono costretti a rigettare le ossa delle loro prede producendo le cosiddette borre.
Le ossa più grosse vengono spezzate dagli adulti lasciandole cadere in volo su particolari placche rocciose e poi recuperate con estrema agilità e facilità. La scelta delle rocce usate può essere occasionale, ma Heredia (1991) riferisce che sui Pirenei ogni coppia dispone di alcuni "rompitoi" fissi con superficie liscia, a forte pendenza, esposti a correnti ascensionali che ne facilitano il sorvolo. Questo è un comportamento innato che i giovani attuano fin dai primi voli, inizialmente senza conoscerne il significato, poi in modo sempre più preciso, anche senza la presenza dei genitori.
Questo tipo di alimentazione richiede, naturalmente, un'elevata disponibilità di carcasse. Nelle zone in cui si attua l'allevamento allo stato brado tutto l'anno (Corsica, bassi Pirenei) il gipeto basa la propria alimentazione sulle carcasse di bestiame domestico; invece nelle zone montane, dove le condizioni climatiche non consentono l'allevamento di bestiame all'aperto durante tutto l'anno, la fonte principale di cibo è costituita dalle carcasse di ungulati selvatici.
Il consumo giornaliero di cibo di una coppia si aggira intorno agli 800-1.000 g, quantità che aumenta fino a 1,5 kg durante il periodo di allevamento del giovane; quindi il fabbisogno annuo si aggira intorno ai 420 kg, pari a circa 52 carcasse all'anno per coppia. Queste abitudini alimentari spiegano la necessità di occupare territori con estensioni che raggiungono, come detto in precedenza, anche i 300 km2.
Conseguenza importante dell'essersi specializzato a nutrirsi in prevalenza di ossa è che il gipeto ha ridotto la competizione con gli altri necrofagi. Poiché un comportamento aggressivo verso gli altri animali non porterebbe alcun vantaggio, il gipeto presenta un atteggiamento rinunciatario anche nei confronti di commensali di dimensioni minori rispetto alle sue (gracchi e corvi): quando arriva su una carcassa tende ad essere molto cauto e all'arrivo di un altro animale (anche conspecifico) si allontana.
Oltre alle ossa, questo avvoltoio non disdegna il nutrirsi di tartarughe, delle quali rompe il guscio con la medesima tecnica utilizzata per spezzare le ossa. Secondo un aneddoto, fu proprio una tartaruga lasciata cadere dall'alto da un avvoltoio ad uccidere il poeta Eschilo.

### Volo

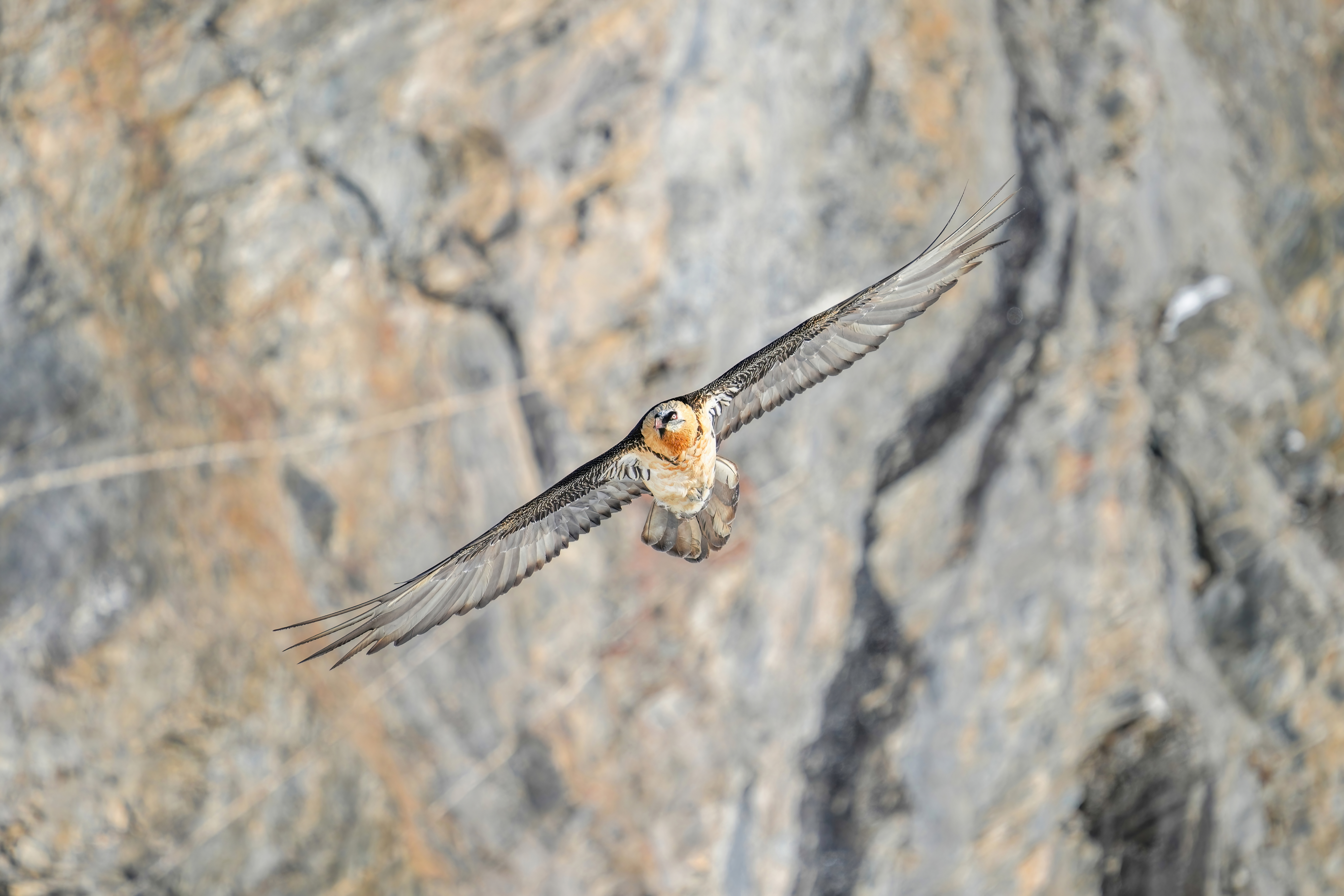
Gipeto in volo

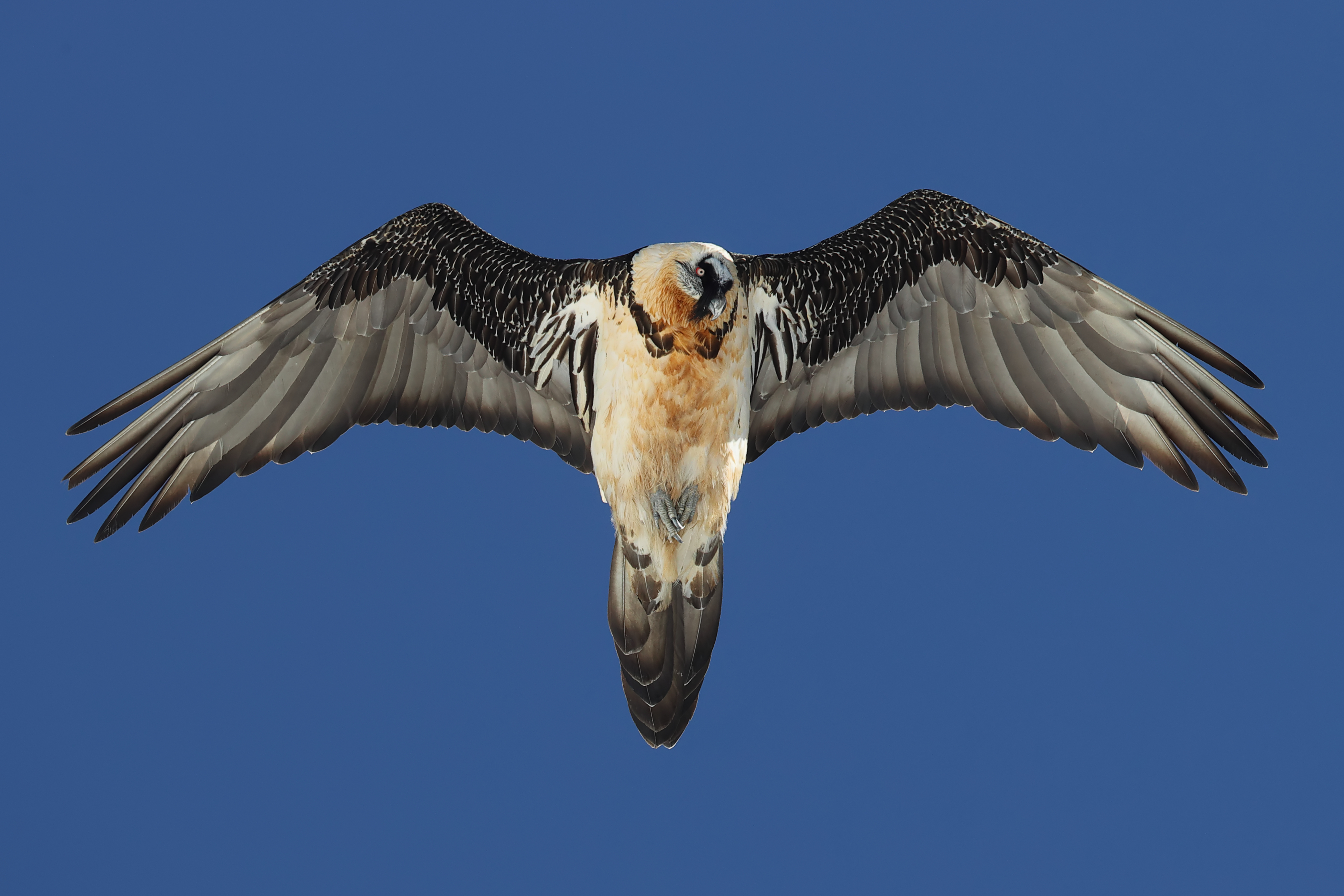
Adulto in volo

L'attività del gipeto, a differenza di altri avvoltoi o di altri rapaci, è evidente fin dalle prime ore del giorno; come altri veleggiatori (pellicani e cicogne) non utilizza solo le grandi masse di aria calda in ascesa (le "termiche"), ma anche le correnti dette "di pendio", provocate dalla deflessione del vento da parte di ostacoli, e le correnti "d'onda" che gli ostacoli provocano sottovento. È un ottimo volatore sia in spazi aperti ad elevate quote che a pochi metri dal suolo quando compie voli di perlustrazione alla ricerca di carcasse.
Un gipeto adulto spende tre quarti o più del tempo diurno in volo alla ricerca di cibo.
L'agilità e la capacità di compiere acrobazie in spazi ristretti è dovuta alla forma delle ali strette e lunghe e alla coda a forma di cuneo che consente una notevole manovrabilità.
La diversità del gipeto rispetto agli avvoltoi si manifesta anche in alcuni dettagli del volo: esso, ad esempio, non necessita della lunga rincorsa per il decollo tipica degli avvoltoi, ed in picchiata è abile come l'Aquila reale (Aquila chrysaetos).
Non si conosce poi lo scopo di un volo battuto senza spostamenti (detto "Spirito Santo") che il gipeto a volte attua e che è tipicamente usato da rapaci più piccoli come il gheppio (Falco tinnunculus) o il biancone (Circaetus gallicus) nelle attività di caccia.
Infine un'azione non rara e facilmente osservabile nel volo del gipeto consiste in certi colpi d'ala battuti verso il basso con le sole punte: sono usati in modo singolo o intermittenti durante il volo planato.

## Distribuzione e habitat

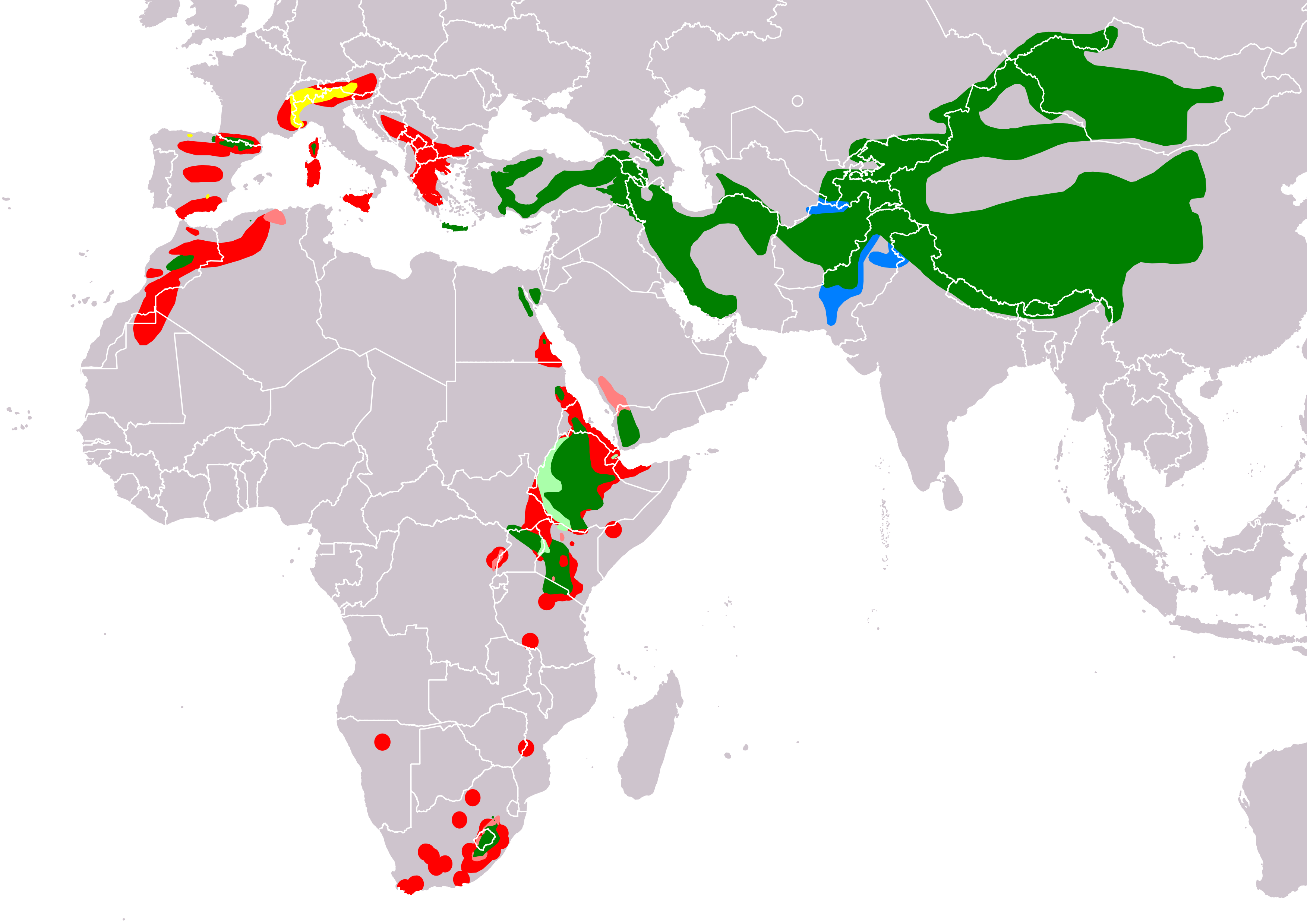
Cartina della diffusione del gipeto

La distribuzione geografica del gipeto è strettamente legata alle aree montane e in particolare alle montagne meridionali della Regione Paleartica (Europa, Nord Africa e Asia fino al Tibet e all'Himalaya) e alle montagne orientali e meridionali della Regione Afrotropicale (tutta l'Africa a sud del Sahara).
Nella zona euroasiatica l'areale segue l'andamento delle catene montuose alpino-himalayane e si estende dai Pirenei, passando dalle montagne della Corsica, attraverso Alpi, Carpazi e Caucaso, fino al Karakorum; il limite settentrionale è rappresentato dalle Alpi svizzere e austriache e dai monti Altai in Mongolia.
Negli ultimi anni alcune coppie di gipeti sono state introdotte nell'area protetta del parco dello Stelvio, ove si sono adattate perfettamente.
Il gipeto in Africa è presente sulla catena dell'Atlante, dal Marocco alla Tunisia, sui monti egiziani lungo il Mar Rosso, sull'Acrocoro etiopico e sugli altopiani dell'Africa orientale fino ai monti del Sudafrica.
Nonostante l'abbondanza di ungulati selvatici delle savane africane, il gipeto non si è mai insediato in queste regioni pianeggianti in quanto predilige zone montane con poca copertura boschiva in cui siano presenti pareti di roccia adatte alla nidificazione.
Secondo una stima approssimativa si pensa che nel mondo siano presenti 50.000 individui. Le poche aree di nidificazione ancora presenti nel vecchio continente sono comprese tra i 1000 e i 2000 m di quota; in Asia, invece, la specie può nidificare ad oltre 4000 m.

## Conservazione

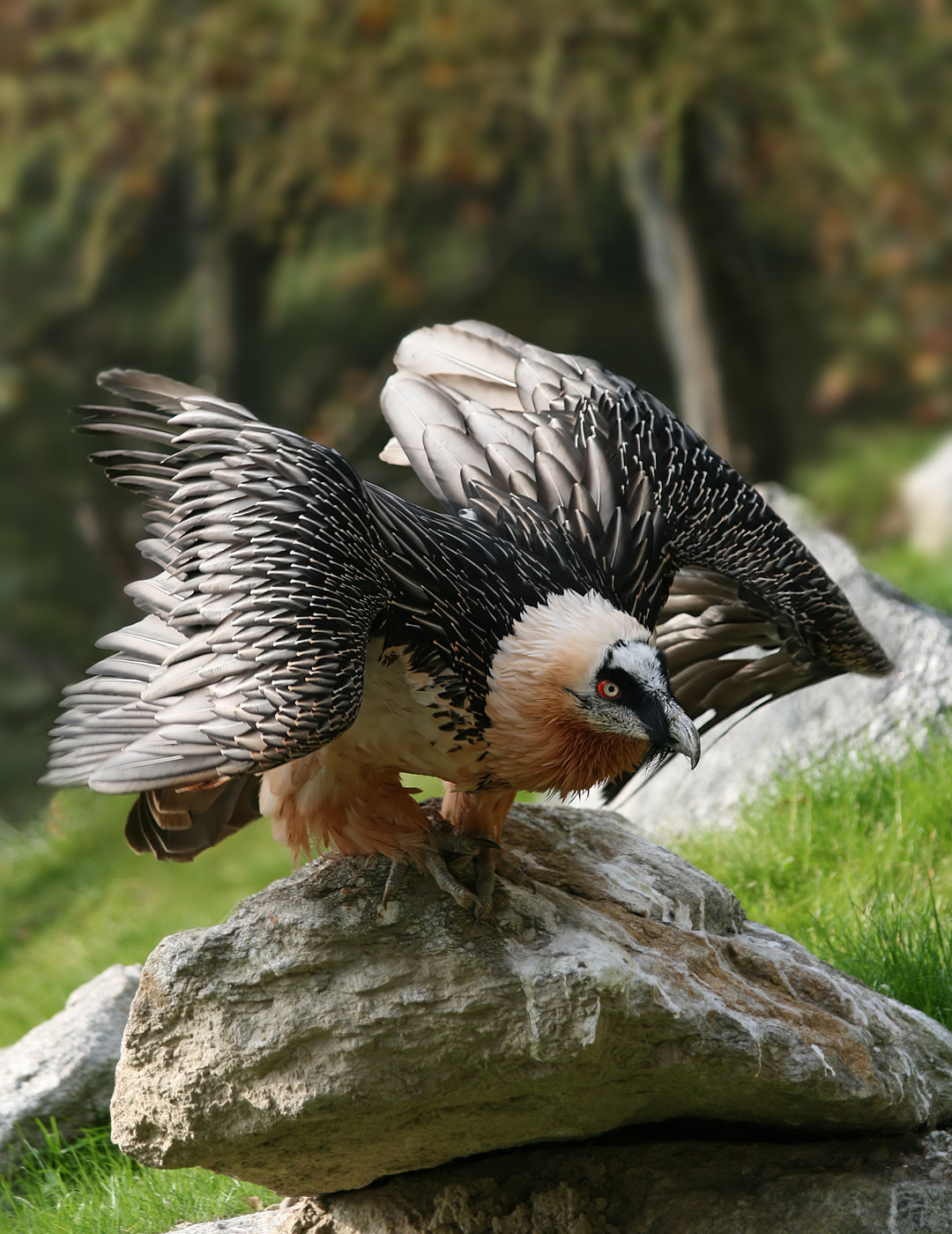
Gipeto all'Alpenzoo di Innsbruck

Estinto sulle Alpi dall'inizio del XX secolo a causa della false leggende che seguivano la sua figura, è ora presente con una popolazione autosufficiente e stabile, grazie ad un progetto europeo di reintroduzione che ha interessato molti Stati europei. Circa 150 individui sono stati liberati sulle Alpi negli ultimi venti anni secondo un programma di reinserimento che ha interessato Italia, Francia, Svizzera e Austria, e ora è presente una piccola popolazione stabile sull'arco alpino, con numerosi siti di nidificazione, anche in territorio italiano. Nel 2017 sono state stimate 46 coppie nidificanti in tutto l'arco alpino, per un totale di 208-251 individui.
Al ritorno dell'avvoltoio barbuto il quotidiano francese Var-Matin dell'estate del 2023 dedica un'intera pagina ricordando che il Gypaetus barbatus, dopo trenta anni di difficoltà e di successi, riportati ampiamente nell'articolo, è di nuovo e pienamente installato nel Mercantour. Fu nel 1986 che iniziò il Programma internazionale per la reintroduzione del gipeto, allevato fino a quel momento in cattività, nel suo ambiente naturale.

### Situazione in Italia

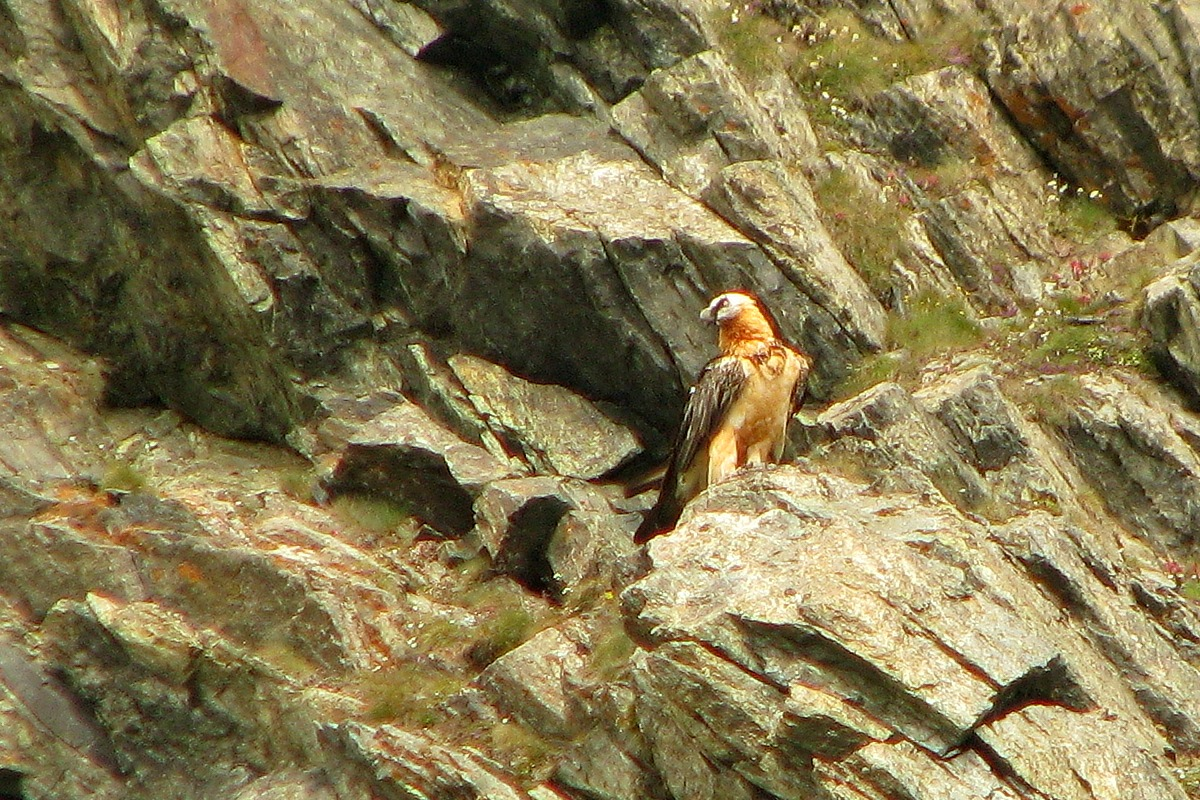
Gypaetus barbatus - 2014, Parco nazionale del Gran Paradiso

Alcuni esemplari sono stati reintrodotti nel Parco Nazionale del Mercantour (Francia) dal 1993 e Parco Naturale delle Alpi Marittime (Italia) dal 1994 e nel 2000 nel Parco Nazionale dello Stelvio. Dai primi anni del duemila una coppia di gipeti, probabilmente proveniente dalla Francia, si è stabilita nell'area di Courmayeur ai piedi del Monte Bianco.
Il 10 maggio 2011 è nato in Valsavarenche, nel Parco nazionale del Gran Paradiso in Valle d'Aosta, il gipeto 'Siel', primo esemplare venuto alla luce in natura sulle Alpi Occidentali italiane dal 1913, data dell'ultimo abbattimento.
 Dal 2017 il nido della Valsavarenche è ripreso da una webcam, installata dai guardaparco nell'ambito del progetto "GipetOnAir". Grazie a questo strumento è possibile seguire l'intero processo di riproduzione, dalla costruzione del nido, alla deposizione dell'uovo, alla schiusa e alla crescita del piccolo gipeto. Nel 2018 sono stati censiti 3 coppie e 3 piccoli di gipeto.
Il 3 gennaio 2016 è stata avvistata una coppia a Macugnaga, ai piedi del Monte Rosa, a circa 2500 metri di altitudine nei pressi del Faderhorn. Nel corso dell'estate 2015-2016 si sono ripetuti gli avvistamenti di due esemplari nella zona di Esino Lario (quest'ultimo dato sarebbe da verificare in quanto non è indicata la fonte nelle note in fondo; inoltre negli annuari del CROS di Varenna, che raccolgono tutte le segnalazioni ornitologiche della provincia di Lecco, la specie non risulta essere segnalata).

## Sistematica
Gypaetus barbatus fa parte dell'ordine Accipitriformes, che include tutti i rapaci diurni, famiglia Accipitridae e sottofamiglia Aegypiinae, i cosiddetti avvoltoi del Vecchio Mondo.
Ha 3 sottospecie, che si caratterizzano per lievi differenze di taglia e di colorazione:
- Gypaetus barbatus aureus, diffuso in Himalaya.
- Gypaetus barbatus barbatus, diffuso in Europa, Asia e Nord Africa.
- Gypaetus barbatus meridionalis, diffuso in Africa orientale e meridionale.

Le sottospecie Gypaetus barbatus haemachalanus e Gypaetus barbatus altaicus non sono più riconosciute valide.

## Falconeria
Può essere allevato ed addestrato dall'uomo, resta comunque un animale difficile da reperire ed usato solo in esposizioni di una certa importanza.
Inoltre anche in paesi dove il possesso del gipeto non sia proibito da esplicite leggi resta piuttosto discutibile (come in altri casi) impiegare in falconeria una specie così rara e minacciata.

## Curiosità
Il gipeto è raffigurato sulle monete da 1, 2 e 5 centesimi di euro di Andorra.